# Prævention - en samtale mellem unge
|  | Denne artikel er oprettet af botten Steenthbot ud fra en ekstern database. Den kan derfor have sproglige fejl eller mangler. Denne skabelon kan fjernes efter kontrol af indholdet. |

Prævention - en samtale mellem unge er en dansk dokumentarfilm fra 1965 instrueret af Ole Gammeltoft.

## Handling
En række unge i alderen 18-20 år fortæller åbent i interviews og samtaler om deres syn på spørgsmålet om seksuelt samkvem og de dermed forbundne risici. De snakker følelser, frigørelse og  førstegangsoplevelser. Derudover vendes præferencer inden for forebyggende prævention - og mangel på samme. Filmen opfordrer til brug af kondom eller pessar, hvis man vil undgå svangerskab. Den er tænkt som et oplæg til diskussion blandt unge og forældre til børn i pubertetsalderen.